# Étienne Geoffroy Saint-Hilaire

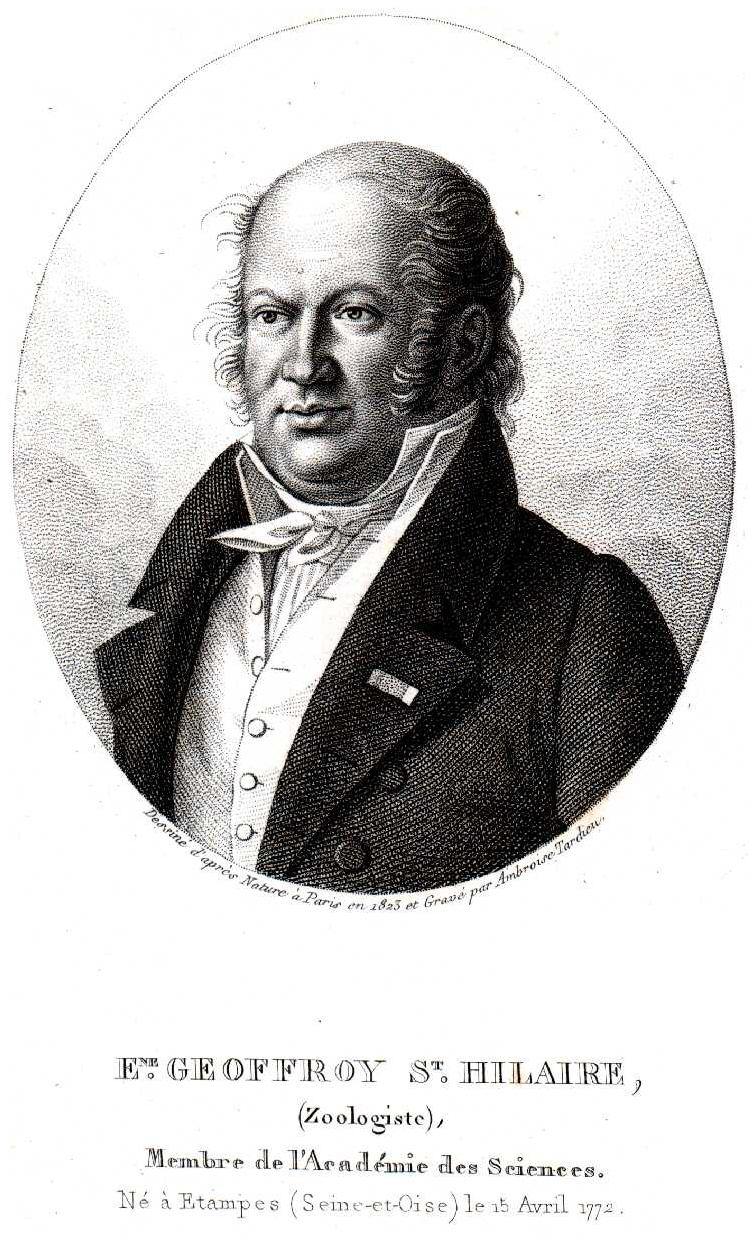
Étienne Geoffroy Saint-Hilaire

Étienne Geoffroy Saint-Hilaire (n. 15 aprilie 1772 - d. 19 iunie 1844) a fost naturalist și zoolog francez, care a stabilit principiul unității compoziției naturii și a apărat teoria evoluționistă a lui Jean-Baptiste de Lamarck.

## Biografie
S-a născut în localitatea Étampes (pe atunci în departamentul Seine-et-Oise). Tatăl său, Jean Gérard Geoffroy, a fost avocat în cadrul parlamentului francez.
Tânărul Étienne este dirijat către cariera ecleziastică și urmează cursurile colegiului Collège de Navarre unde, sub îndrumarea celebrului profesor Mathurin Jacques Brisson, studiază științele naturii.

## Contribuții

### Scrieri
- 1818: Philosophie anatomique
- 1820 - 1842: Histoire naturelle des mammifères, în 7 volume
- 1830: Philosophie zoologique